# NYC 22
NYC 22 (precedentemente conosciuta come Rookies e The 2-2) è una serie televisiva statunitense creata da Richard Price e prodotta, tra gli altri, da Robert De Niro.
La serie è andata in onda in anteprima assoluta sul canale televisivo statunitense CBS dal 15 aprile all'11 agosto 2012..
In Italia viene trasmessa dall'8 marzo 2013 su Rai 2.

## Trama
La serie segue le vicende di un gruppo di reclute del New York City Police Department che, dopo aver finito l'accademia, dovranno mettere in pratica quello che hanno da poco studiato in teoria.

## Episodi
| Stagione       | Episodi | Prima TV USA | Prima TV Italia |
| -------------- | ------- | ------------ | --------------- |
| Prima stagione | 13      | 2012         | 2013            |

## Personaggi e interpreti
- Ray "Lazarus" Harper, interpretato da Adam Goldberg.
- Jennifer "White House" Perry, interpretata da Leelee Sobieski.
- Kenny McLaren, interpretato da Stark Sands.
- Tonya Sanchez, interpretata da Judy Marte.
- Jayson "Jackpot" Toney, interpretato da Harold House Moore.
- Terry Howard, interpretato da Felix Solis.
- Ahmad Khan, interpretato da Tom Reed.
- Daniel "Yoda" Dean, interpretato da Terry Kinney.

## Produzione
Lo sviluppo della serie iniziò nel novembre 2010, quando Robert De Niro e Richard Price vendettero alla CBS la sceneggiatura per una serie televisiva dal titolo Rookies. Nel gennaio 2011 la rete ordinò la creazione dell'episodio pilota.
Nel maggio 2011 la CBS, dopo aver visionato il pilot, diede il semaforo verde alla creazione di una stagione completa della serie, che avrebbe dovuto intitolarsi The 2-2; il titolo della serie venne infine cambiato con quello attuale il 1º febbraio 2012, quando venne annunciato che la serie sarebbe andata in onda a partire dal 15 aprile dello stesso anno. Il 13 maggio 2012, CBS ha cancellato la serie dopo un'unica stagione prodotta.